# ISO 3166-1

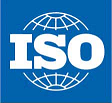
Logotip del segell ISO.

La norma ISO 3166-1 defineix uns codis per als estats i territoris dependents reconeguts per les Nacions Unides. Hi ha tres tipus de codis:
- ISO 3166-1 alfa-2, codis de dues lletres.
- ISO 3166-1 alfa-3, codis de tres lletres.
- ISO 3166-1 numèric, codi de tres xifres utilitzat per les Nacions Unides.

Altres normes que se'n deriven són:
- IANA ccTLD (de l'anglès Country Code Top Level Domain), codis de domini de primer nivell a Internet.
- ISO 4217, codis de tres lletres de les unitats monetàries.
- ISO 3166-2, codis de les subdivisions administratives.
- ISO 3166-3, codis de quatre lletres formats a partir dels codis desassignats.
- NUTS, nomenclatura de la Unió Europea.

## Taula de codis
La norma ISO 3166 es publica en anglès i francès indicant els tres codis, el nom oficial i el nom usual. En la següent taula s'indiquen, en ordre alfabètic, les traduccions usuals en català recopilades de les referències indicades més avall. En cas de més d'una denominació figura en primer lloc l'adoptada per la Viquipèdia.
| Numèric | Alfa-3 | Alfa-2 | Nom                                                                                             | Independent |
| ------- | ------ | ------ | ----------------------------------------------------------------------------------------------- | ----------- |
| 004     | AFG    | AF     | Afganistan                                                                                      | Sí          |
| 248     | ALA    | AX     | Åland, illes; Aland, illes                                                                      | No          |
| 008     | ALB    | AL     | Albània                                                                                         | Sí          |
| 276     | DEU    | DE     | Alemanya                                                                                        | Sí          |
| 012     | DZA    | DZ     | Algèria                                                                                         | Sí          |
| 020     | AND    | AD     | Andorra                                                                                         | Sí          |
| 024     | AGO    | AO     | Angola                                                                                          | Sí          |
| 660     | AIA    | AI     | Anguilla                                                                                        | No          |
| 010     | ATA    | AQ     | Antàrtida                                                                                       | No          |
| 028     | ATG    | AG     | Antigua i Barbuda                                                                               | Sí          |
| 682     | SAU    | SA     | Aràbia Saudita                                                                                  | Sí          |
| 032     | ARG    | AR     | Argentina                                                                                       | Sí          |
| 051     | ARM    | AM     | Armènia                                                                                         | Sí          |
| 533     | ABW    | AW     | Aruba                                                                                           | No          |
| 036     | AUS    | AU     | Austràlia                                                                                       | Sí          |
| 040     | AUT    | AT     | Àustria                                                                                         | Sí          |
| 031     | AZE    | AZ     | Azerbaidjan; Azerbaidjan                                                                        | Sí          |
| 044     | BHS    | BS     | Bahames                                                                                         | Sí          |
| 048     | BHR    | BH     | Bahrain                                                                                         | Sí          |
| 050     | BGD    | BD     | Bangladesh                                                                                      | Sí          |
| 052     | BRB    | BB     | Barbados                                                                                        | Sí          |
| 056     | BEL    | BE     | Bèlgica                                                                                         | Sí          |
| 084     | BLZ    | BZ     | Belize                                                                                          | Sí          |
| 204     | BEN    | BJ     | Benín                                                                                           | Sí          |
| 060     | BMU    | BM     | Bermudes; Bermuda; Bermudes, les                                                                | No          |
| 064     | BTN    | BT     | Bhutan                                                                                          | Sí          |
| 112     | BLR    | BY     | Belarús                                                                                         | Sí          |
| 068     | BOL    | BO     | Bolívia                                                                                         | Sí          |
| 535     | BES    | BQ     | Bonaire, Sint Eustatius i Saba; Carib Neerlandès; Illes BES                                     | No          |
| 070     | BIH    | BA     | Bòsnia i Hercegovina                                                                            | Sí          |
| 072     | BWA    | BW     | Botswana                                                                                        | Sí          |
| 074     | BVT    | BV     | Bouvet; Bouvet, illa                                                                            | No          |
| 076     | BRA    | BR     | Brasil                                                                                          | Sí          |
| 096     | BRN    | BN     | Brunei                                                                                          | Sí          |
| 100     | BGR    | BG     | Bulgària                                                                                        | Sí          |
| 854     | BFA    | BF     | Burkina Faso                                                                                    | Sí          |
| 108     | BDI    | BI     | Burundi                                                                                         | Sí          |
| 136     | CYM    | KY     | Caiman, illes; Caiman, les                                                                      | No          |
| 116     | KHM    | KH     | Cambodja; Cambotja                                                                              | Sí          |
| 120     | CMR    | CM     | Camerun                                                                                         | Sí          |
| 124     | CAN    | CA     | Canadà                                                                                          | Sí          |
| 132     | CPV    | CV     | Cap Verd                                                                                        | Sí          |
| 140     | CAF    | CF     | Centreafricana, República; Centrafricana, República                                             | Sí          |
| 162     | CXR    | CX     | Christmas, illa                                                                                 | No          |
| 166     | CCK    | CC     | Cocos, illes; Cocos (Keeling), illes                                                            | No          |
| 170     | COL    | CO     | Colòmbia                                                                                        | Sí          |
| 174     | COM    | KM     | Comores                                                                                         | Sí          |
| 178     | COG    | CG     | Congo, República del                                                                            | Sí          |
| 180     | COD    | CD     | Congo, República Democràtica del                                                                | Sí          |
| 184     | COK    | CK     | Cook, illes                                                                                     | No          |
| 408     | PRK    | KP     | Corea del Nord; Corea, República Democràtica Popular de                                         | Sí          |
| 410     | KOR    | KR     | Corea del Sud; Corea, República de                                                              | Sí          |
| 384     | CIV    | CI     | Costa d'Ivori                                                                                   | Sí          |
| 188     | CRI    | CR     | Costa Rica                                                                                      | Sí          |
| 191     | HRV    | HR     | Croàcia                                                                                         | Sí          |
| 192     | CUB    | CU     | Cuba                                                                                            | Sí          |
| 531     | CUW    | CW     | Curaçao                                                                                         | No          |
| 208     | DNK    | DK     | Dinamarca                                                                                       | Sí          |
| 262     | DJI    | DJ     | Djibouti                                                                                        | Sí          |
| 212     | DMA    | DM     | Dominica                                                                                        | Sí          |
| 214     | DOM    | DO     | Dominicana, República                                                                           | Sí          |
| 818     | EGY    | EG     | Egipte                                                                                          | Sí          |
| 218     | ECU    | EC     | Equador                                                                                         | Sí          |
| 784     | ARE    | AE     | Emirats Àrabs Units; Unió dels Emirats Àrabs                                                    | Sí          |
| 232     | ERI    | ER     | Eritrea                                                                                         | Sí          |
| 703     | SVK    | SK     | Eslovàquia                                                                                      | Sí          |
| 705     | SVN    | SI     | Eslovènia                                                                                       | Sí          |
| 724     | ESP    | ES     | Espanya                                                                                         | Sí          |
| 840     | USA    | US     | Estats Units (EUA); Estats Units d'Amèrica                                                      | Sí          |
| 233     | EST    | EE     | Estònia                                                                                         | Sí          |
| 231     | ETH    | ET     | Etiòpia                                                                                         | Sí          |
| 234     | FRO    | FO     | Fèroe, illes                                                                                    | No          |
| 242     | FJI    | FJ     | Fiji                                                                                            | Sí          |
| 608     | PHL    | PH     | Filipines                                                                                       | Sí          |
| 246     | FIN    | FI     | Finlàndia                                                                                       | Sí          |
| 250     | FRA    | FR     | França                                                                                          | Sí          |
| 266     | GAB    | GA     | Gabon                                                                                           | Sí          |
| 270     | GMB    | GM     | Gàmbia                                                                                          | Sí          |
| 268     | GEO    | GE     | Geòrgia                                                                                         | Sí          |
| 239     | SGS    | GS     | Geòrgia del Sud i Sandwich del Sud, illes                                                       | No          |
| 288     | GHA    | GH     | Ghana                                                                                           | Sí          |
| 292     | GIB    | GI     | Gibraltar                                                                                       | No          |
| 300     | GRC    | GR     | Grècia                                                                                          | Sí          |
| 308     | GRD    | GD     | Grenada                                                                                         | Sí          |
| 304     | GRL    | GL     | Groenlàndia                                                                                     | No          |
| 312     | GLP    | GP     | Guadeloupe; Guadalupe                                                                           | No          |
| 254     | GUF    | GF     | Guaiana Francesa; Guaiana Francesa, la                                                          | No          |
| 316     | GUM    | GU     | Guam                                                                                            | No          |
| 320     | GTM    | GT     | Guatemala                                                                                       | Sí          |
| 831     | GGY    | GG     | Guernsey                                                                                        | No          |
| 324     | GIN    | GN     | República de Guinea                                                                             | Sí          |
| 624     | GNB    | GW     | Guinea Bissau; Guinea-Bissau                                                                    | Sí          |
| 226     | GNQ    | GQ     | Guinea Equatorial                                                                               | Sí          |
| 328     | GUY    | GY     | Guyana                                                                                          | Sí          |
| 332     | HTI    | HT     | Haití                                                                                           | Sí          |
| 334     | HMD    | HM     | Heard, illa i McDonald, illes                                                                   | No          |
| 340     | HND    | HN     | Hondures                                                                                        | Sí          |
| 344     | HKG    | HK     | Hong Kong                                                                                       | No          |
| 348     | HUN    | HU     | Hongria                                                                                         | Sí          |
| 887     | YEM    | YE     | Iemen                                                                                           | Sí          |
| 833     | IMN    | IM     | Illa de Man                                                                                     | No          |
| 581     | UMI    | UM     | Illes d'Ultramar Menors dels Estats Units; Estats Units d'Amèrica (illes menors allunyades)     | No          |
| 356     | IND    | IN     | Índia                                                                                           | Sí          |
| 360     | IDN    | ID     | Indonèsia                                                                                       | Sí          |
| 364     | IRN    | IR     | Iran                                                                                            | Sí          |
| 368     | IRQ    | IQ     | Iraq                                                                                            | Sí          |
| 372     | IRL    | IE     | Irlanda                                                                                         | Sí          |
| 352     | ISL    | IS     | Islàndia                                                                                        | Sí          |
| 376     | ISR    | IL     | Israel                                                                                          | Sí          |
| 380     | ITA    | IT     | Itàlia                                                                                          | Sí          |
| 388     | JAM    | JM     | Jamaica                                                                                         | Sí          |
| 392     | JPN    | JP     | Japó                                                                                            | Sí          |
| 832     | JEY    | JE     | Jersey                                                                                          | No          |
| 400     | JOR    | JO     | Jordània                                                                                        | Sí          |
| 398     | KAZ    | KZ     | Kazakhstan                                                                                      | Sí          |
| 404     | KEN    | KE     | Kenya                                                                                           | Sí          |
| 417     | KGZ    | KG     | Kirguizstan                                                                                     | Sí          |
| 296     | KIR    | KI     | Kiribati                                                                                        | Sí          |
| 414     | KWT    | KW     | Kuwait                                                                                          | Sí          |
| 418     | LAO    | LA     | Laos                                                                                            | Sí          |
| 426     | LSO    | LS     | Lesotho                                                                                         | Sí          |
| 428     | LVA    | LV     | Letònia                                                                                         | Sí          |
| 422     | LBN    | LB     | Líban                                                                                           | Sí          |
| 430     | LBR    | LR     | Libèria                                                                                         | Sí          |
| 434     | LBY    | LY     | Líbia                                                                                           | Sí          |
| 438     | LIE    | LI     | Liechtenstein                                                                                   | Sí          |
| 440     | LTU    | LT     | Lituània                                                                                        | Sí          |
| 442     | LUX    | LU     | Luxemburg                                                                                       | Sí          |
| 446     | MAC    | MO     | Macau                                                                                           | No          |
| 807     | MKD    | MK     | Macedònia del Nord                                                                              | Sí          |
| 450     | MDG    | MG     | Madagascar                                                                                      | Sí          |
| 458     | MYS    | MY     | Malàisia                                                                                        | Sí          |
| 454     | MWI    | MW     | Malawi                                                                                          | Sí          |
| 462     | MDV    | MV     | Maldives                                                                                        | Sí          |
| 466     | MLI    | ML     | Mali                                                                                            | Sí          |
| 470     | MLT    | MT     | Malta                                                                                           | Sí          |
| 238     | FLK    | FK     | Malvines, illes; Malvines (Falkland), illes                                                     | No          |
| 580     | MNP    | MP     | Mariannes Septentrionals, illes; Mariannes del Nord, illes; Marianes del Nord, illes            | No          |
| 504     | MAR    | MA     | Marroc                                                                                          | Sí          |
| 584     | MHL    | MH     | Marshall, illes; Marshall                                                                       | Sí          |
| 474     | MTQ    | MQ     | Martinica                                                                                       | No          |
| 480     | MUS    | MU     | Maurici                                                                                         | Sí          |
| 478     | MRT    | MR     | Mauritània                                                                                      | Sí          |
| 175     | MYT    | YT     | Mayotte                                                                                         | No          |
| 484     | MEX    | MX     | Mèxic                                                                                           | Sí          |
| 583     | FSM    | FM     | Micronèsia, Estats Federats de                                                                  | Sí          |
| 508     | MOZ    | MZ     | Moçambic                                                                                        | Sí          |
| 498     | MDA    | MD     | Moldàvia, República de                                                                          | Sí          |
| 492     | MCO    | MC     | Mònaco                                                                                          | Sí          |
| 496     | MNG    | MN     | Mongòlia                                                                                        | Sí          |
| 499     | MNE    | ME     | Montenegro                                                                                      | Sí          |
| 500     | MSR    | MS     | Montserrat                                                                                      | No          |
| 104     | MMR    | MM     | Myanmar; Myanma                                                                                 | Sí          |
| 516     | NAM    | NA     | Namíbia                                                                                         | Sí          |
| 520     | NRU    | NR     | Nauru                                                                                           | Sí          |
| 524     | NPL    | NP     | Nepal                                                                                           | Sí          |
| 558     | NIC    | NI     | Nicaragua                                                                                       | Sí          |
| 562     | NER    | NE     | Níger                                                                                           | Sí          |
| 566     | NGA    | NG     | Nigèria                                                                                         | Sí          |
| 570     | NIU    | NU     | Niue                                                                                            | No          |
| 574     | NFK    | NF     | Norfolk, illa; Norfolk                                                                          | No          |
| 578     | NOR    | NO     | Noruega                                                                                         | Sí          |
| 540     | NCL    | NC     | Nova Caledònia                                                                                  | No          |
| 554     | NZL    | NZ     | Nova Zelanda                                                                                    | Sí          |
| 512     | OMN    | OM     | Oman                                                                                            | Sí          |
| 528     | NLD    | NL     | Països Baixos                                                                                   | Sí          |
| 586     | PAK    | PK     | Pakistan                                                                                        | Sí          |
| 585     | PLW    | PW     | Palau                                                                                           | Sí          |
| 275     | PSE    | PS     | Palestina; Cisjordània i Gaza                                                                   | No          |
| 591     | PAN    | PA     | Panamà                                                                                          | Sí          |
| 598     | PNG    | PG     | Papua Nova Guinea                                                                               | Sí          |
| 600     | PRY    | PY     | Paraguai                                                                                        | Sí          |
| 604     | PER    | PE     | Perú                                                                                            | Sí          |
| 612     | PCN    | PN     | Pitcairn, illes; Pitcairn                                                                       | No          |
| 258     | PYF    | PF     | Polinèsia Francesa                                                                              | No          |
| 616     | POL    | PL     | Polònia                                                                                         | Sí          |
| 620     | PRT    | PT     | Portugal                                                                                        | Sí          |
| 630     | PRI    | PR     | Puerto Rico                                                                                     | No          |
| 634     | QAT    | QA     | Qatar                                                                                           | Sí          |
| 826     | GBR    | GB     | Regne Unit; Gran Bretanya                                                                       | Sí          |
| 638     | REU    | RE     | Reunió, illa de la; Reunió, la; Reunion; Réunion                                                | No          |
| 642     | ROU    | RO     | Romania                                                                                         | Sí          |
| 643     | RUS    | RU     | Rússia                                                                                          | Sí          |
| 646     | RWA    | RW     | Ruanda                                                                                          | Sí          |
| 732     | ESH    | EH     | Sàhara Occidental                                                                               | No          |
| 659     | KNA    | KN     | Saint Kitts i Nevis; Saint Christopher i Nevis                                                  | Sí          |
| 662     | LCA    | LC     | Saint Lucia                                                                                     | Sí          |
| 666     | SPM    | PM     | Saint-Pierre i Miquelon; Saint Pierre i Miquelon; Saint-Pierre-et-Miquelon                      | No          |
| 670     | VCT    | VC     | Saint Vincent i les Grenadines; Saint Vincent i Grenadines                                      | Sí          |
| 652     | BLM    | BL     | Saint-Barthélemy; Saint-Barthélemy (Antilles)                                                   | No          |
| 663     | MAF    | MF     | Saint-Martin; Saint-Martin (Antilles Franceses)                                                 | No          |
| 090     | SLB    | SB     | Salomó                                                                                          | Sí          |
| 222     | SLV    | SV     | Salvador, El; Salvador, el                                                                      | Sí          |
| 882     | WSM    | WS     | Samoa                                                                                           | Sí          |
| 016     | ASM    | AS     | Samoa Nord-americana; Samoa Americana                                                           | No          |
| 674     | SMR    | SM     | San Marino                                                                                      | Sí          |
| 654     | SHN    | SH     | Santa Helena; Saint Helena                                                                      | No          |
| 678     | STP    | ST     | São Tomé i Príncipe; Sao Tomé i Príncipe                                                        | Sí          |
| 686     | SEN    | SN     | Senegal                                                                                         | Sí          |
| 688     | SRB    | RS     | Sèrbia                                                                                          | Sí          |
| 690     | SYC    | SC     | Seychelles                                                                                      | Sí          |
| 694     | SLE    | SL     | Sierra Leone                                                                                    | Sí          |
| 702     | SGP    | SG     | Singapur                                                                                        | Sí          |
| 534     | SXM    | SX     | Sint Maarten                                                                                    | No          |
| 760     | SYR    | SY     | Síria                                                                                           | Sí          |
| 706     | SOM    | SO     | Somàlia                                                                                         | Sí          |
| 144     | LKA    | LK     | Sri Lanka                                                                                       | Sí          |
| 710     | ZAF    | ZA     | Sud-àfrica; Sud-àfrica, República de                                                            | Sí          |
| 736     | SDN    | SD     | Sudan                                                                                           | Sí          |
| 728     | SSD    | SS     | Sudan del Sud; República del Sudan del Sud                                                      | Sí          |
| 752     | SWE    | SE     | Suècia                                                                                          | Sí          |
| 756     | CHE    | CH     | Suïssa                                                                                          | Sí          |
| 740     | SUR    | SR     | Surinam                                                                                         | Sí          |
| 744     | SJM    | SJ     | Svalbard i Jan Mayen                                                                            | No          |
| 748     | SWZ    | SZ     | Swazilàndia                                                                                     | Sí          |
| 762     | TJK    | TJ     | Tadjikistan                                                                                     | Sí          |
| 764     | THA    | TH     | Tailàndia                                                                                       | Sí          |
| 158     | TWN    | TW     | Taiwan                                                                                          | No          |
| 834     | TZA    | TZ     | Tanzània                                                                                        | Sí          |
| 086     | IOT    | IO     | Territori Britànic de l'Oceà Índic                                                              | No          |
| 260     | ATF    | TF     | Territoris Francesos del Sud; Terres Australs Franceses; França (territoris del sud)            | No          |
| 626     | TLS    | TL     | Timor Oriental; Timor-Leste                                                                     | Sí          |
| 768     | TGO    | TG     | Togo                                                                                            | Sí          |
| 772     | TKL    | TK     | Tokelau                                                                                         | No          |
| 776     | TON    | TO     | Tonga                                                                                           | Sí          |
| 780     | TTO    | TT     | Trinitat i Tobago                                                                               | Sí          |
| 788     | TUN    | TN     | Tunísia                                                                                         | Sí          |
| 795     | TKM    | TM     | Turkmenistan                                                                                    | Sí          |
| 796     | TCA    | TC     | Turks i Caicos, illes                                                                           | No          |
| 792     | TUR    | TR     | Turquia                                                                                         | Sí          |
| 798     | TUV    | TV     | Tuvalu                                                                                          | Sí          |
| 148     | TCD    | TD     | Txad                                                                                            | Sí          |
| 203     | CZE    | CZ     | Txèquia                                                                                         | Sí          |
| 804     | UKR    | UA     | Ucraïna                                                                                         | Sí          |
| 800     | UGA    | UG     | Uganda                                                                                          | Sí          |
| 858     | URY    | UY     | Uruguai                                                                                         | Sí          |
| 860     | UZB    | UZ     | Uzbekistan                                                                                      | Sí          |
| 548     | VUT    | VU     | Vanuatu                                                                                         | Sí          |
| 336     | VAT    | VA     | Vaticà, Ciutat del                                                                              | Sí          |
| 862     | VEN    | VE     | Veneçuela                                                                                       | Sí          |
| 092     | VGB    | VG     | Verges Britàniques, illes; Verges, illes (Regne Unit)                                           | No          |
| 850     | VIR    | VI     | Verges Nord-americanes, illes; Verges Americanes, illes; Verges, illes (Estats Units d'Amèrica) | No          |
| 704     | VNM    | VN     | Vietnam                                                                                         | Sí          |
| 876     | WLF    | WF     | Wallis i Futuna                                                                                 | No          |
| 152     | CHL    | CL     | Xile                                                                                            | Sí          |
| 156     | CHN    | CN     | Xina, República Popular de la                                                                   | Sí          |
| 196     | CYP    | CY     | Xipre                                                                                           | Sí          |
| 894     | ZMB    | ZM     | Zàmbia                                                                                          | Sí          |
| 716     | ZWE    | ZW     | Zimbàbue                                                                                        | Sí          |